# Serhei Nudnii
Serhei Nudnii, ukr. Сергій Вікторович Нудний, Serhij Wiktorowycz Nudny (ur. 6 października 1980 roku w Rozdilnej, w obwodzie odeskim) – mołdawski piłkarz pochodzenia ukraińskiego, występujący na pozycji pomocnika.

## Kariera piłkarska

### Kariera klubowa
Wychowanek Szkoły Sportowej (SDJuSzOR nr 4) w Tyraspolu. W 2000 rozpoczął karierę piłkarską w miejscowym klubie Sheriff Tyraspol, skąd w następnym sezonie przeniósł się do Agro-Goliador Kiszyniów. W 2004 przeszedł do Tiligul-Tiras Tyraspol, w którym występował z przerwami do końca 2008. Próbował swoich sił w zagranicznych klubach FC Zestaponi, Dynama Mińsk, Hapoel Ironi Riszon le-Cijjon, ale nie potrafił zatrzymać się na długo w nich. W styczniu 2009 został piłkarzem Czornomorca Odessa. Podczas przerwy zimowej sezonu 2009/10 odeski klub zrezygnował z usług piłkarza. Podczas przerwy zimowej sezonu 2009/2001 jako wolny agent podpisał kontrakt z klubem Feniks-Illiczoweć Kalinine, a już latem przeniósł się do PFK Sewastopol. Na początku 2011 po wygaśnięciu kontraktu przeniósł się do Zakarpattia Użhorod. Po zakończeniu sezonu 2011/12 opuścił zakarpacki klub.

### Kariera reprezentacyjna
Występował w młodzieżowej reprezentacji Mołdawii.

## Sukcesy i odznaczenia

### Sukcesy klubowe
- mistrz Pierwszej Ligi Ukrainy: 2012